# Computer to film
Computer to Film (CTF) es un método de impresión offset u ófset que implica la impresión directa desde un ordenador a una película. Esta película posteriormente es copiada sobre una placa litográfica, usando un insolador para luego usar la placa insolada en una prensa offset.
El proceso de copiado (llamado también quemado de plancha) de una película a una placa litográfica requiere de un ambiente libre de partículas que puedan afectar el copiado, así como una controlada entrada de luz (las placas se revelan como una fotografía). Para realizar su trabajo correctamente, el operario debe contar además con una serie de herramientas como pines para alinear la imagen, una escala de densidad y los químicos de revelado y fijado de la imagen.
El proceso de película se ha visto reemplazado por la tecnología CTP (Computer to Plate) por las múltiples ventajas que representa; aunque no se podría afirmar que el sistema CTP llegue algún día a reemplazar completamente el uso de películas negativas.
- Datos: Q1122367